# La Sauve
La Sauve är en kommun i departementet Gironde i regionen Nouvelle-Aquitaine i sydvästra Frankrike. Kommunen ligger i kantonen Créon som tillhör arrondissementet Bordeaux. År 2022 hade La Sauve 1 594 invånare.

## Befolkningsutveckling
Antalet invånare i kommunen La Sauve
Referens:INSEE